# José Manuel Piñeiro Amigo
José Manuel Piñeiro Amigo (Cambados, 27 de maig de 1938 - 1 de juny de 2021) fou un advocat i polític gallec.
Llicenciat en Dret per la Universitat de Santiago de Compostel·la el 1961 i graduat social el 1963, exercí de secretari de l'administració local, i fou una peça clau en l'eix vertebrador de l'associacionisme de les entitats locals. Fou secretari dels municipis de Teo, Ordes (1968), de la Mancomunitat de municipis de la Comarca d'Ordes, i secretari general de la Federació Gallega de Municipis i Províncies (FEGAMP). Pertanyia al Partit Gallec Independent, una formació centrista que s'integraria a la UCD. Va ser elegit membre del Congrés per la UCD per la província de la Corunya a la legislatura constituent 1977-1979. Va ser reelegit diputat a la primera legislatura (1979-1982). A les eleccions generals espanyoles de 1982 es presentà al refundat Grup Electoral Independent Gallec, però no fou elegit.